# Roland Mathias
Roland Glyn Mathias (* 4. September 1915 in Glyn Collwn bei Talybont-on-Usk, Breconshire; † 16. August 2007) war ein walisischer Schriftsteller.

## Leben
Mathias wurde als Sohn eines Militärgeistlichen auf der Farm Fynnon Fawr geboren. Nach dem Besuch der Caterham School studierte er am Jesus College in Oxford moderne Geschichte. 1944 heiratete er Molly Hawes. Aus der Ehe gingen 1945 geborene Zwillinge hervor. Von 1948 bis 1958 hatte er die Funktion des Direktors der Pembroke Dock Grammar School inne. Im Jahr 1949 gründete er die Zeitschrift Dock Leaves, die 1957 in The Anglo-Welsh-Review umbenannt wurde. Von 1961 bis 1976 fungierte er als Herausgeber des Blatts. Zwischen 1958 und 1969 war er an verschiedenen Schulen in England tätig, kehrte dann jedoch nach Wales zurück. Ab 1969 war er bis 1979 Mitarbeiter des Welsh Arts Council.
Er verfasste Gedichte, Kurzgeschichten und Essays. Darüber hinaus schrieb er ein historisches Werk, betätigte sich als Kritiker und gab Werke anglowalisischer Schriftsteller heraus. Zu seinen Ehren wird seit dem Jahr 2005 die Literatur-Auszeichnung Roland Mathias Prize verliehen.

## Werke (Auswahl)
- Break in Harvest, Gedichte, 1946
- The Roses of Tretower, Gedichte, 1952
- The Eleven Men of Eppynt and Other Stories, Kurzgeschichten, 1956
- The Flooded Valley, Gedichte, 1960
- Absalom in the Tree, Gedichte, 1971
- The Hollowed-Out Elder Stalk, Essay, 1979
- Snipe´s Castle, Gedichte 1979
- Burning Brambles. Selected Poems, 1944-1979, Gedichte, 1983
- A Ride Through the Wood, Essay, 1985